# Tubercule dorsal du radius
Le tubercule dorsal du radius (ou crête médiane postérieure du radius) est une crête verticale située sur la face postérieure de l'épiphyse distale du radius. Il a également pour nom le tubercule de Lister.

## Description
Le tubercule dorsal du radius sépare le sillon latéral du tendon du muscle long extenseur du pouce du sillon médial des tendons du muscle extenseur des doigts et du muscle extenseur de l'index.
Sa taille et sa forme varient considérablement, : il peut mesurer environ 2 à 6 mm de hauteur (en moyenne 3 mm) et environ 6 à 26 mm de longueur (en moyenne 13 mm).

## Fonction
Le tubercule dorsal du radius sert de poulie au tendon du muscle long extenseur du pouce, qui s'enroule autour du côté médial et effectue une rotation de 45°.

## Aspect clinique
Le tubercule dorsal du radius est palpable sur le dos du poignet et est utilisé comme repère pendant une arthroscopie du poignet ou d'autres actes chirurgicaux sur le poignet. Il est souvent difficile de distinguer clairement sur une radiographie.
L'hyperextension du poignet peut entraîner une fracture du tubercule dorsal du radius , par pression exercée par le tendon du long extenseur du pouce. Une fracture «en forme d'îlot» peut également exposer le tendon à un bord rugueux et entraîner une rupture du tendon (généralement longtemps après la fracture initiale).